# Сергиево (платформа)
Се́ргиево — остановочный пункт на двухпутном перегоне Лигово - Стрельна линии Санкт-Петербург - Калище в Красносельском районе Санкт-Петербурга в историческом районе Сергиево (б. Володарский).
По состоянию на начало 2023 года, здание вокзала законсервировано. Для пассажиров действует остановочный павильон с билетной кассой. Неохраняемый железнодорожный переезд.

## История

### Здание вокзала

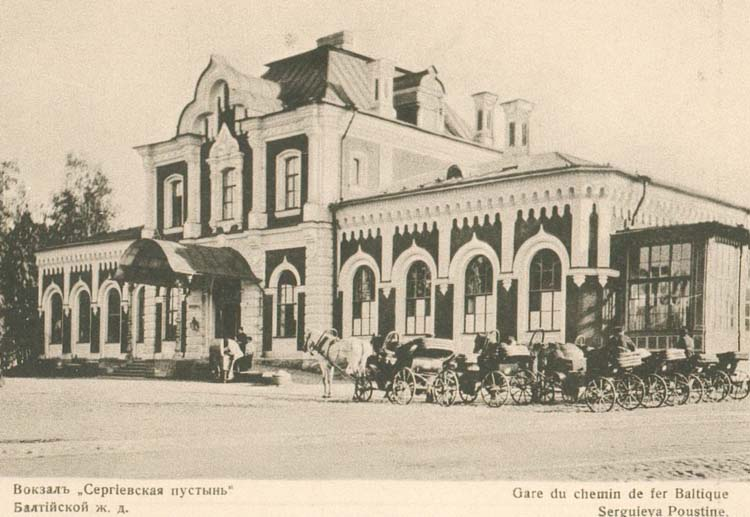
Возкал до 1917-го

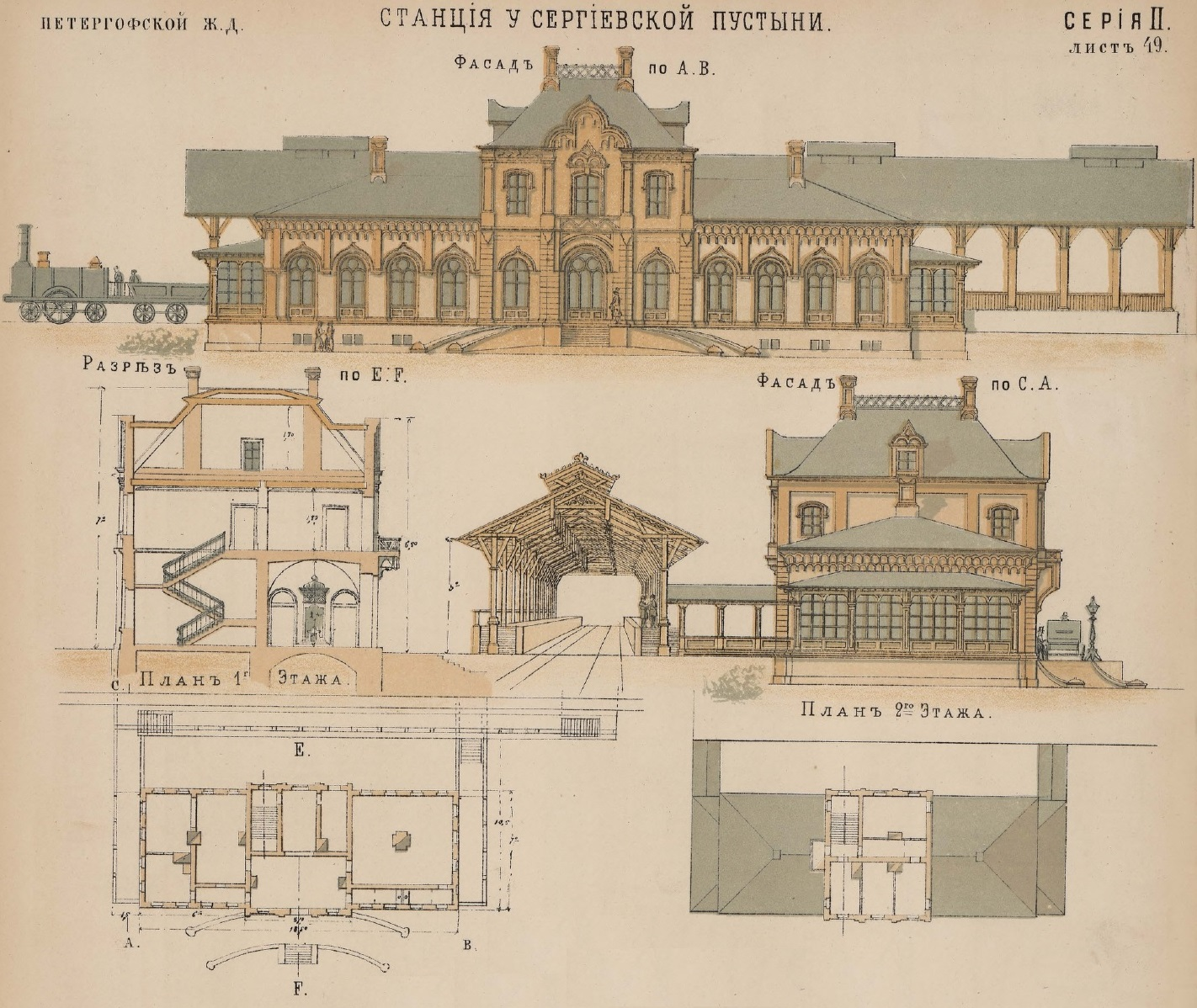
Чертежи вокзала, 1872

Здание вокзала для станции Сергиева Пустынь Балтийской железной дороги было построено по проекту архитектора Николая Бенуа и открыто для пассажиров в 1857 году. Оформленное в «русском стиле», оно перекликалось с архитектурой монастыря. Изысканную отделку получили интерьеры, отделанные мрамором. Проект деревянных навесов для пассажиров на перронах принадлежит архитектору С. Н. Лазареву-Станищеву. От станции до монастыря по линии нынешнего проспекта Будённого (Монастырский проспект) была проложена конно-железная дорога.
В 1933 году через остановочный пункт прошла электрификация от ст. Ленинград-Балтийский до ст. Ораниенбаум-I. Это был первый электрифицированный участок на Октябрьской железной дороге. Тогда напряжение в контактной сети составляло 1,5 кВ постоянного тока. 
В 1948 году после разрушений в результате боевых действий во время ВОВ было восстановлено движение электросекций.
В 1967 году этот участок был переведён на напряжение 3,3 кВ постоянного тока.
В 2019 году инспекция КГИОП выявила неудовлетворительное состояние фасада и интерьеров здания, а также утрату лестниц. По предписанию комитета собственник (РЖД) должен был отреставрировать вокзал к маю 2022 года, чего не сделал. Ведомство подало в суд, по итогу разбирательства РЖД обязали провести восстановительные работы в срок 2,5 лет, в случае неисполнения назначен штраф в 150 тыс. рублей ежемесячно.

### Переименования
Первоначально станция называлась Сергиево, в 1904 году была переименована в Сергиевскую Пустынь по одноимённой обители на въезде в Стрельну, расположенной в 2 км от платформы.
В 1919 году платформа и прилегающий к ней посёлок Сергиево были переименованы в честь члена президиума ВЦИК, комиссара по делам печати, пропаганды и агитации В. Володарского, убитого 20 июня 1918 года в Петрограде.
В 2005 году местная православная община храма преподобномученика Андрея Критского подала ходатайство с просьбой о возвращении остановке Володарская первоначального наименования «Сергиево». Администрация Октябрьской железной дороги дала согласие на переименование в случае положительного решения данного вопроса Топонимической комиссией Санкт-Петербурга. В 2006 году Топонимическая комиссия одобрила переименование платформы, однако руководство Октябрьской железной дороги уклонилось от решения вопроса. В официальном ответе Октябрьской железной дороги было указано, что ОЖД не возражает против возвращения названия при условии возмещения городом расходов на переименование, но без постановления федерального правительства никаких действий в этом направлении предпринять не может, так как наименование и переименование географических объектов относится к компетенции Правительства РФ.
В конце 2008 года в силу вступила новая редакция «Закона о географических наименованиях», содержащая в списке географических объектов лишь те объекты железнодорожной инфраструктуры, которые являются станциями. Поскольку «Володарская» являлась не станцией, а остановочным пунктом, её название получил право изменять собственник — ОАО «РЖД». 16 марта 2010 года указом Президента ОАО «РЖД» Владимира Якунина платформе было официально возвращено первоначальное название «Сергиево». Через несколько месяцев начался процесс фактического переименования.